# Federico Jiménez Losantos
Federico Jiménez Losantos (Orihuela del Tremedal, 15 de setembro de 1951) é um jornalista, escritor e locutor de rádio e televisão espanhol, licenciado em filologia espanhola. Foi diretor do programa de rádio matinal La Mañana da rede COPE que tinha grande audiência. É escritor e colunista, tanto da imprensa escrita quanto digital, o que lhe proporciona grande popularidade.
Controverso, aqueles que são a favor de seu caráter o definem como irreverente. É polêmico, sendo odiado por muitos. Em sua juventude aderiu às teses maoistas mas após uma viagem à China passou a ser de direita, baseando a sua ideologia na defesa do conservadorismo. Atualmente se define como liberal.
Entre seus livros se encontram obras de história compilações de artigos e poesia.

## Biografia
Filho de um sapateiro e duma professora, é o mais velho dos três irmãos. Estudou em Teruel no Instituto de Enseñanza Media e no Colégio San Pablo. Teve professores como José Antonio Labordeta ou José Sanchis Sinisterra com quem fez teatro e influenciaram decisivamente em sua vocação literária. Aos 16 anos já publicava seus primeiros poemas e as suas primeiras histórias.

## Política
Jiménez Losantos fala de segunda a sexta-feira sobre a "rotura iminente" da Espanha, sobre a "ditadura nacionalista" que pretensamente está a governar a Catalunha (após a entrada do novo governo socialista-nacionalista, chamado "Golpe de Estado" por Losantos), assim como a pretensa discriminação que sofre a língua espanhola (e os próprios espanhóis) nas comunidades autónomas espanholas com língua própria, chegando a propor o banimento da cooficialidade das línguas, a ligação do Presidente do Governo José Luis Rodríguez Zapatero com o grupo armado ETA, ou a implicação do PSOE nos atentados de 11 de março de 2004 em Madrid. Também defende a necessidade de que as forças aliadas dos países ocidentais logo ataquem Cuba, Irão, Venezuela, Coreia do Norte ou outros regimes considerados totalitários, além doutros temas que criam uma longa polémica na vida social espanhola.
Atualmente, Losantos não duvida em intitular-se como "liberal", embora sempre critique a criação da ideia do "centro reformista" no nome da "direita sem complexos".